# Acereros de Monclova
Les Acereros de Monclova sont un club mexicain de baseball de la Ligue mexicaine de baseball située à Monclova. Les Acereros évoluent à domicile à l'Estadio de Béisbol Monclova, enceinte de 8 500 places.

## Histoire

Ancien logo

Les Acereros font leurs débuts en LMB le 23 mars 1974 sous le nom de Mineros de Coahuila.
La meilleure saison du club est celle de 1998 qui s'achève en finale. À ce stade de la compétition, les Acereros sont balayés 4-0 par les Guerreros de Oaxaca.

## Palmarès
- Vice-champion de la Ligue mexicaine de baseball (1) : 1998.